# 그리고리오폴

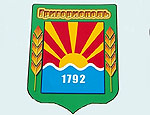
시장(市章)

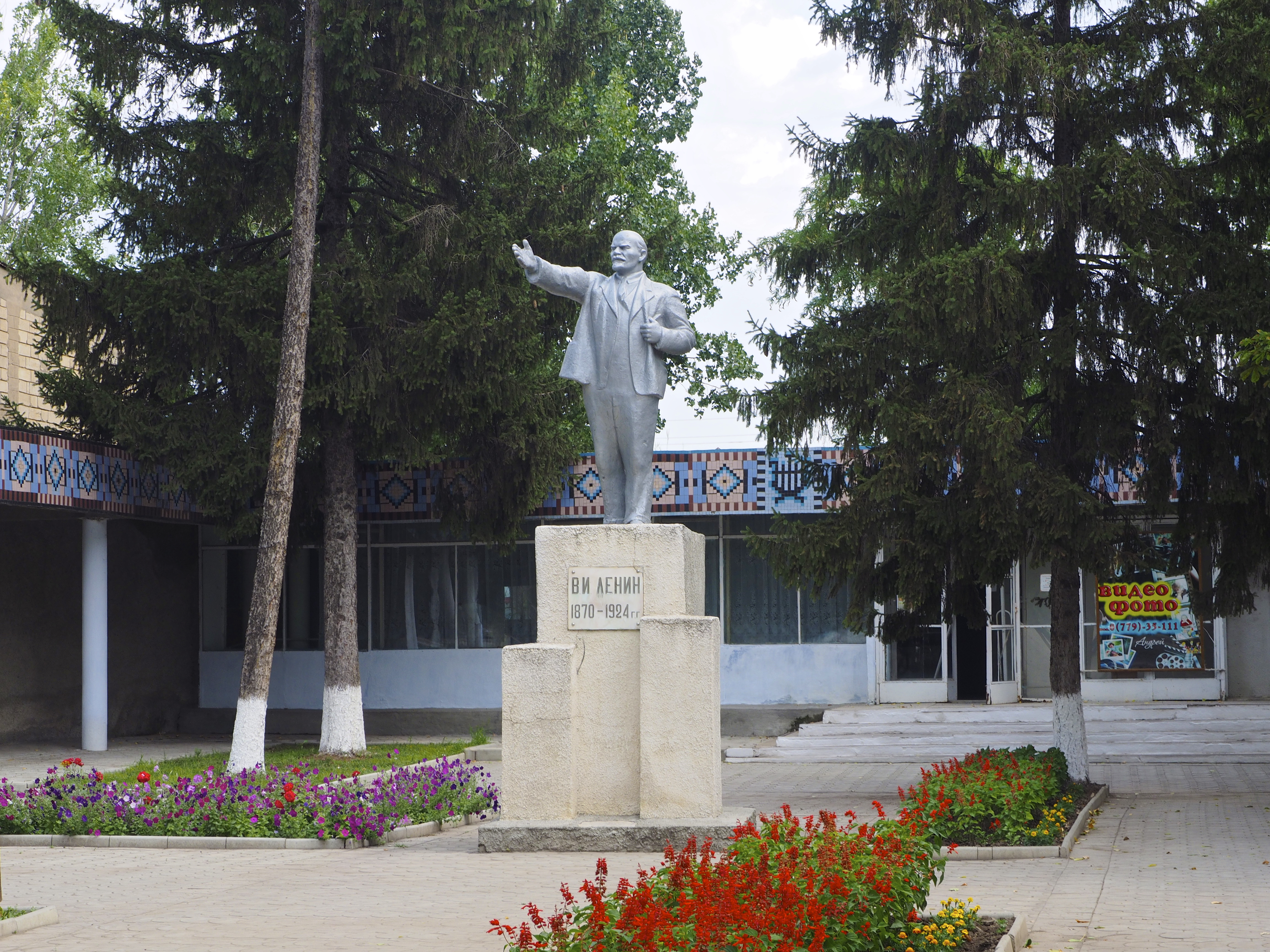
레닌 동상

그리고리오폴(러시아어: Григориополь, 몰도바어: Григориопол/Grigoriopol)은 트란스니스트리아의 그리고리오폴스키 군(郡)의 중심지이다. 트란스니스트리아에서는 티라스폴과 르브니차는 러시아어 사용자가 많은 데 비해, 그리고리오폴과 두버사리는 몰도바어 사용자가 많다. 1792년에 시작되었으며, 2002년에 도시로 승격되었다.
인구는 감소 추세에 있다. 2004년의 인구는 11,473명이었으나, 2010년 현재 9,500명을 기록하고 있다.